# Leptonychia subtomentosa
Espèce
Statut de conservation UICN

 EN B1ab(iii)+2ab(iii) : En danger
Leptonychia subtomentosa est une espèce de plantes de la famille des Malvaceae et du genre Leptonychia, endémique du centre du Cameroun.

## Étymologie
Elle doit son épithète spécifique subtomentosa à ses tiges légèrement tomenteuses.

## Description
Leptonychia subtomentosa est un arbuste ou petit arbre pouvant atteindre 5 m de hauteur. Ses poils bruns persistants d'environ 1 mm et sa localisation à moyenne altitude la distinguent notamment de Leptonychia kamerunensis.

## Distribution
Endémique du Cameroun, assez rare, elle n'a été observée jusqu'ici que dans la Région du Centre, autour de Yaoundé, notamment dans le parc de la Méfou, dans la réserve forestière d'Ottotomo, sur les hauteurs de Kombeng à 8 km au sud-est de Matomb, à Nkolbisson.
On la trouve à une altitude comprise entre 550 et 880 m.
L'espèce est considérée comme « en danger », en lien avec la proximité d'une capitale en pleine expansion.